# Elektronisk kredsløb
Et elektrisk kredsløb eller elektrisk netværk er en samling af elektroniske komponenter (undtagen aktive komponenter).
Et elektronisk kredsløb eller elektronisk netværk er en samling af elektroniske komponenter med mindst en aktiv komponent.
Både elektriske kredsløb og elektroniske kredsløb, er indbyrdes forbundet på en måde, så det samlede kredsløb udnytter elektriske strømme, spændinger og effekt med et eller andet nyttigt formål for øje.

## Praktisk kredsløbsopbygning
I praktisk elektronik kan et kredsløb realiseres på flere måder:
- Printplade med kobberfoliebaner (evt. overflademonteret)
  - Montage: De involverede komponenter monteres på en printplade, der herefter loddes manuelt eller i loddebad. Printpladen monteres i et kabinet; det færdige apparats "ydre skal".
  - Historisk: Printplader begyndte at blive brugt ved transistorenes opblomstring i 1960'erne. De ses f.eks. i de første transistorradioer.
  - Anvendelse: Fra ca. 1970 overalt – selv i fjernsyn med elektronrør. Det kræver stor omhu at designe en printplade korrekt, men når det er gjort kan printplade masken let anvendes flere gange. I dag (2006) kan man downloade gratis og prøve-software til at designe printplader med.
- fuglerede
  - Montage: Komponenternes ben loddes direkte sammen.
  - Historisk: Altid anvendt.
  - Anvendelse: Prototyper og testkredsløb.

- Punkt-til-punkt – anvendelse af loddelister i en bukket blikkasse – anvendtes især sammen med elektronrør.Loddeliste
- Tegning på træplade med søm. Kredsløbet loddes på sømhovederne. Anvendes i undervisning.
- tykfilmskredsløb

- wire wrapping
- Fumlebræt
- Integreret kredsløb
  - Fremstilling: Mange IC-masker anvendes. En IC prototype er dyr – fra ca. 100.000 kr og opefter. Der skal være et stort marked for ICen, for at prisen bliver attraktiv.
  - Historisk: Fra ca. 1959-1961. Populær fra 1970 til f.eks. logiske kredsløb og operationsforstærkere.
  - Anvendelse: Næsten overalt i dag. Anvendes til samling af delkredsløb fra nogle få komponenter til flere hundrede millioner. ICerne kaldes SSI, MSI, LSI, VLSI, ULSI, WSI, SOC afhængig af antallet af komponenter. I ICere er det arealmæssigt billigere at lave halvlederkomponenter end modstande, kondensatorer og spoler – og det bærer IC-diagrammerne i høj grad præg af.

## Dokumentation
Et elektronisk kredsløb dokumenteres i et diagram, som er en tegning der viser hvilke komponenter kredsløbet omfatter, og hvordan de i elektrisk forstand er forbundet indbyrdes og med "omgivelserne".

## Delkredsløb og kredsløbstyper
"Indholdet" i de fleste elektroniske apparater kan inddeles i et antal delkredsløb, som hver især varetager sin del af den opgave, som det samlede apparat løser. Disse delkredsløb kan groft inddeles i tre kategorier: De rent analoge kredsløb, rent digitale kredsløb, samt hybride kredsløb, der formidler signaler mellem de to førstnævnte kredsløbstyper.

### Rent analoge kredsløb
Analog elektronik arbejder med signaler (enten som strømme eller spændninger) som kan antage "alle mulige" størrelser indenfor et vist interval. Kredsløb af denne type er f.eks.:
- Blanderkredsløb, som forener to signaler med hver sin frekvens, og herved frembringer et tredje signal.
- Filtre som fremhæver eller undertrykker signaler, typisk på grundlag af signalernes frekvens.
- Forstærkere der forøger størrelsen (i form af strøm og/eller spænding) af et elektrisk signal.
- Impedanstilpasning, som bruges mellem kredsløb der hhv. afleverer og modtager signaler ved forskellig impedans.
- Oscillatorer, som frembringer ensartede signaler med fast eller variabel frekvens.
  - Målesender
  - Tonegenerator
- Strømforsyning, som f.eks. modtager en høj vekselspænding fra lysnettet, og omformer den elektriske energi til jævnstrøm ved den spænding som de øvrige delkredsløb skal arbejde ved.
- De fleste radioforsatser.

### Rent digitale kredsløb
I den digitale elektronik bruges principielt kun signaler i to forskellige størrelser (mht. strøm eller spænding), typisk kaldet "lav" og "høj". Eksempler på kredsløb i denne kategori er:
- Flip-flops er hukommelseskredsløb bestående af flere gates, som med signaler udefra kan bringes i én af to stabile tilstande.
- Gates er den digitale elektroniks fundamentale byggeelementer: Leverer et enten "højt" eller "lavt" signal afhængigt af kombinationen af høje og lave signaler på gatens indgange.
- Mikroprocessorer og mikrocontrollere er store komplekse digitale systemer, realiseret som et integreret kredsløb.
- Multipleksere er en slags "digital omskifter", som bruges til at udvælge ét af et antal digitale signaler.
- Skifteregistre er små hukommelseselementer, som bl.a. kan bruges til at omsætte digital information mellem parallel og seriel form.
- Tællere er arrangementer af gates og flip-flops, som tæller digitale impulser og evt. afgiver "mente-impulser".

### Blandede kredsløb
Denne gruppe kaldes også for hybride kredsløb, og omfatter kredsløb der formidler signaler mellem rent analoge hhv. digitale kredsløb. I denne kategori falder f.eks.:
- Analog-til-digital-konverter, som tager imod et analogt signal og afleverer det på digital form som et binært tal.
- Digital-til-analog-konverter, som leverer en strøm eller spænding, hvis størrelse afhænger af informationer på digital form.
- Transmissionsgates kan betragtes som en slags "kontakt" for analoge signaler, styret af et digitalt signal.
- mikrocontroller
- Multimeter
- PLL (Phase Locked Loop).
- Switching-mode power supply (en spændingsforsyningstype)
- Software Defineret Radio